# Llengües delaware
Les llengües delaware, també conegudes com a llengües lenape (en Delaware: lënapei èlixsuwakàn), són el munsee i l'unami, dues llengües estretament relacionades del subgrup algonquí oriental de la família lingüística algonquina. El munsee i l'unami eren parlats pel poble lenape a les proximitats de l'àrea moderna de la ciutat de Nova York als Estats Units, incloent l'oest de Long Island, l'illa de Manhattan, Staten Island, així com les zones adjacents del continent: el sud-est de l'estat de Nova York, l'est de Pennsilvània, Nova Jersey, Connecticut, Maryland i Delaware.

## Classificació
La llengua lenape forma part de la branca algonquina de la família de llengües àlgiques i forma part de l'agrupació de llengües algonquines orientals que es consideren un subgrup de l'algonquí relacionat genèticament.
Les llengües de la família algonquina constitueixen un grup de llengües històricament relacionades descendents d'una llengua prèvia comuna, el proto-algonquí, descendent de l'àlgic. Les llengües algonquines es parlen a tot Canadà des de les Muntanyes Rocalloses fins a la costa atlàntica; a les planes americanes; al sud dels Grans Llacs; i a la costa atlàntica.
Les llengües algonquines orientals, parlades a la costa atlàntica des del que ara s'anomenen províncies marítimes del Canadà fins al que ara s'anomena Carolina del Nord; moltes de les llengües estan dormint ara, i algunes només es coneixen a partir de registres molt fragmentaris. L'algonquí oriental es considera un subgrup genètic dins de la família algonquina, és a dir, les llengües algonquines orientals comparteixen una suficient quantitat d'innovacions comunes per suggerir que descendeixen d'una font intermèdia comuna, l'algonquí proto-oriental. La proximitat lingüística del munsee i l'unami implica que comparteixen un avantpassat comú immediat que es pot anomenar Common Delaware; les dues llengües han divergit de maneres diferents del Common Delaware.
Diverses innovacions fonològiques compartides donen suport a un subgrup genètic format per les llengües delaware i el mahican, de vegades denominat Delawaran. No obstant això, l'unami i el munsee estan més relacionats entre ells que amb el mahican. Algunes proves històriques suggereixen punts en comú entre el mahican i el munsee.
La línia de descendència històrica és, per tant, proto-algonquí > proto-algonquí oriental > Delawarean > Common Delaware + Mahican, amb el Common Delaware dividint-se en munsee i unami.

## Distribució geogràfica
Lenni Lenape significa "éssers humans" o "gent real" en llengua unami. El seu autònim també s'escriu lennape o lenapi, en unami Lënape i en munsee Lunaapeew que significa 'la gent'. Els anglesos usaren el terme delaware, amb el que designaven la gent que vivia entorn el riu Delaware. A més aquest riu rep aquest nom anglès en honor de Lord De La Warr, el governador de la colònia de Jamestown (Virgínia). Els colons anglesos usaren l'exònim delaware per a referir-se a gairebé tots els lenapes que vivien al llarg d'aquest riu i els seus afluents.
S'estima que fins al segle XVII hi havia una quarantena de bandes /poblats de lenapes amb poblacions d'uns quants centenars de persones per grup. Les estimacions per al període del primer  contacte varien considerablement, amb un rang de 8.000 a 12.000. Altres estimacions per a dates entorn al 1600 suggereixen poblacions de 6.500 unami i 4.500 munsee, sense dades per al Long Island Munsee. Aquests grups mai es van unir ni políticament ni lingüísticament, i els noms delaware, munsee i unami són posteriors al període de consolidació d'aquests grups locals. El primer ús del terme munsee es registra el 1727, i el mot unami apareix el 1757.
En el moment del primer contacte dels colonitzadors europeus al segle XVII, els lenape residien en comunitats relativament petites formades per uns centenars de persones. La intensitat del contacte amb els colons europeus provocà el desplaçament progressiu d'alguns pobles lenapes de la seva terra aborigen, en una sèries de moviments de població amb intenció genocida que conduí a la deslocalització forçada i la consolidació de petits grups locals, que es van estendre durant un període de més de dos-cents anys. Això també es coneix com The Long Walk (la llarga marxa). Fou degut a que els nous Estats Units trencaren el seu primer tractat que havien signat. Avui dia els noms que s'usen s'anaren aplicant gradualment als grups més grans derivats de la política de reubicació forçada genocida dels Estats Units. El resultat final fou el desplaçament de pràcticament tota la gent de parla lenape de la regió als actuals Oklahoma, Kansas, Wisconsin, l'Upstate New York i el Canadà.
A finals del segle XIX van sorgir a Oklahoma dos grups diferents de parla unami , els Registered (Cherokee) Delaware a Washington, comtats de Nowata i Craig, i els Absentee Delaware del comtat de Caddo.  Fins fa poc a Oklahoma hi havia un petit nombre de parlants unami; la llengua s'hi ha extingit com a llengua materna, però els membres inscrits de les dues tribus delaware a Oklahoma la parlen amb fluïdesa com a llengua apresa. La tribu d'indis Delaware Nation està duent a terme un treball de revitalització lingüística.

Afectats per la consolidació i la dispersió, els grups munsee es traslladaren a diversos llocs del sud d'Ontario ja a finals del segle XVIII, a Moraviantown, Munceytown i Six Nations. Diversos patrons de migració portaren als parlants munsee a Stockbridge a l'actual Wisconsin, Cattaraugus a l'actual Estat de Nova York i Kansas. El 1892 els nens de Munsee-Delaware i Moraviantown foren enviats a l'escola residencial Mount Elgin on només se'ls hi permetia parlar l'anglès. La llengua lenape inicià la seva desaparició al llarg del riu Grand a Six Nations i ràpidament desaparegué a la nació Munsee-Delaware. La llengua lenape només s'utilitzava diàriament a Moraviantown per la majoria de la nació cosa que ajudà a la seva preservació. Avui en dia, el munsee només sobreviu a Moraviantown, on hi ha dos parlants materns de 77 i 90 anys a partir del 2018. No queden parlants fluids a la nació Munsee-Delaware del poble lenape que viu al Canadà; però, hi ha membres que estan treballant per revitalitzar la llengua a la comunitat.

### Dinamització lingüística
Com a mínim entre 2009 i 2014 s'impartí una classe d'idiomes lenape al Swarthmore College de Swarthmore, Pennsilvània. La classe es va centrar en frases i gramàtica per a principiants, però també s'impartí formació sobre la història i la cultura del poble lenape. Entre els llibres usats a les classes hi Converses in Lenape Language i Advanced Supplements (tots dos escrits per De Paul).

### Dialectes i varietats
El munsee i l'unami són molt semblants lingüísticament. Tots dos són dialectes d'una llengua pels parlants lenape, i junts es coneixen com la llengua dels lenni lenape o dels indis delaware, com es pot veure a la Grammar of the language of the Lenni Lenape or Delaware Indians (gramàtica de la llengua dels Lenni Lenape o dels indis delaware), escrita pel missioner morau David Zeisberger i publicada en una traducció de l'alemany a l'anglès per Peter Stephen du Ponceau. Zeisberger ni tan sols esmenta els noms "dialectals" quan descriu diferents trets gramaticals, mentre que el traductor s'hi refereix en dues anotacions. Malgrat la seva relativa proximitat, les dues llengues es poden distingir amb claredat per característiques sintàctiques, fonològiques i el vocabulari que els parlants d'ambdós consideren que no són mútuament intel·ligibles, de manera que, més recentment, els lingüistes els han tractat com a llengües separades.
El munsee delaware es parlava a la vall central i baixa del riu Hudson, a l'oest de Long Island, a la part superior de la vall del riu Delaware i al terç nord de Nova Jersey a l'actual North Jersey. Tot i que és probable que hi hagués variants dialectals del munsee, no hi ha informació sobre possibles sub-agrupaments dialectals.
L'unami delaware es parlava a la zona al sud respecta als parlants de munsee a la vall del riu Delaware i Nova Jersey, al sud de la Delaware Water Gap i Raritan Valley.
S'han descrit tres dialectes d'unami: unami del nord, unami del sud i unalachtigo.
L'unami septentrional, avui dia extingit, està registrat en grans quantitats de materials recollits pels missioners moraus, però no es reflecteix en la parla de cap grup actual. Els parlants d'unami septentrional estaven al sud dels grups de munsee, amb el límit sud de l'àrea d'unami septentrional era a Tohickon Creek a la riba oest del riu Delaware i entre Burlington i Trenton a la riba est.
El poc conegut dialecte unalachtigo s'hauria parlat a la zona entre les àrees dels unami septentrional i meridional, amb només una petita quantitat de proves d'un grup.
L'unami meridional, al sud de l'àrea ocupada per parlants d'unami septentrional i unalachtigo, es reflecteix en la parla unami delaware dels delawares a Oklahoma.

### Etnònims
Els noms dels parlants de munsee i unami s'empren de forma que pot prestar-se a confusió tant en anglès com en les llengües lenape. El dialecte unami (anomenat llengua pels estudiants parlants no natius del lenape) de vegades s'anomena delaware o delaware pròpiament dit, reflectint l'aplicació original del terme delaware als parlants de l'unami. Tant els parlants de munsee com d'unami utilitzen delaware si estan inscrits i lenape si no estan inscrits com a auto-designació en anglès.
Els unamis que resideixen a Oklahoma de vegades s'anomenen Oklahoma Delaware, mentre que els munsees d'Ontario de vegades s'anomenen Ontario Delaware o Canadian Delaware.
Els residents de parla munsee de Moraviantown usen el terme anglès munsee per referir-se als residents de Munceytown, a uns 50 km (31 mi) a l'est i es refereixen a ells mateixos en anglès amb el mot "delaware", i en munsee com a /lənáːpeːw/ "persona delaware, indi".  Els delawares d'Oklahoma es refereixen als delaware d'Ontario com a /mwə́nsi/ o /mɔ́nsi/, termes que també s'utilitzen per a persones d'ascendència munsee a les seves pròpies comunitats.
Alguns delawares de Moraviantown també utilitzen com a auto-designació preferent en anglès l'apel·latiu Christian Indian (indi cristià). El terme equivalent del munsee és ké·ntə̆we·s, que significa "el que prega, convers moravi".
Els parlants de munsee es refereixen als delawares d'Oklahoma com unami en anglès o /wə̆ná·mi·w/ en munsee. Els delawares d'Oklahoma es refereixen a ells mateixos en anglès com delaware i en unami com /ləná·p·e/.

El nom Lenape, que de vegades s'usa en anglès per a referir-se a ambdues dues llengües delaware, és el nom que els parlants d'unami també utilitzen per a designar la seva pròpia llengua en anglès, mentre que els parlants de munsee anomenen la seva llengua en anglès Lunaapeew. Només entre els estudiosos, Kraft usa el terme lenape com un mot per a referir-se a tots els grups de parla delaware.
Els parlants de munsee designen la seva llengua com /hə̀lə̆ni·xsəwá·kan/, que significa "parlar la llengua de delaware".

## Fonologia
El munsee i l'unami usen consonants i vocals semblants però no idèntiques, i tenen regles fonològiques força semblants. Per exemple, ambdues llengües comparteixen les mateixes regles bàsiques per assignar el pes de la síl·laba i l'accent. Tanmateix, l'unami ha innovat regularitzant l'assignació de l'accent en algunes formes verbals de manera que la penúltima síl·laba s'accentua fins i tot quan la regla d'assignació de l'accent prediria l'accent a l'antepenúltima síl·laba. A més, l'unami ha innovat en relació amb el munsee afegint regles fonològiques que canvien significativament la pronunciació de moltes paraules de l'unami en relació amb els corresponents mots del munsee.
Aquesta secció se centra a presentar informació general sobre els sons i la fonologia munsee i unami, amb una discussió detallada reservada per a les entrades de cada idioma.
El munsee i l'unami tenen els mateixos repertoris bàsics de consonants, com al gràfic següent.
|           | Bilabial | Dental | Post- alveolar | Velar | Glotal |
| --------- | -------- | ------ | -------------- | ----- | ------ |
| Nasal     | m        | n      |                |       |        |
| Oclusiva  | p        | t      | tʃ ⟨č⟩         | k     |        |
| Fricativa |          | s      | ʃ ⟨š⟩          | x     | h      |
| Lateral   |          | l      |                |       |        |
| Semivocal | w        |        | j ⟨y⟩          |       |        |

A més, s'analitza l'unami com a tenint oclusives llargues i sordes contrastives: p·, t·, č·, k· ; i fricatives llargues sense veu: s·, š·, x·. El punt volat /·/ s'usa per a indicar la longitud d'una consonant o vocal precedent. No es disposa d'una anàlisi i descripció completa de l'estat de les consonants llargues, i s'ha proposat més d'una anàlisi de les consonants del delaware. Algunes anàlisis només reconeixen les oclusives llargues i les fricatives com a previsibles, és a dir, que sorgeixen per regla. Les consonants llargues contrastives es descriuen com de baix rendiment funcional, és a dir, diferencien relativament pocs parells de paraules, tanmateix es produeixen en entorns contrastats. Ambdues llengües tenen regles que allarguen les consonants en determinats entorns.
Als manlleus del munsee apareixen diverses consonants addicionals: /f/ p.ex. en nə̀fó·ti 'jo voto'; /r/ en ntáyrəm.
S'han proposat diverses anàlisis alternatives de les vocals munsee i unami. En una, les dues llengües s'analitzen com a tenint el mateix sistema vocàlic bàsic, format per quatre vocals llargues /i· o· e· a·/, i dues vocals curtes /ə a/. Aquest sistema vocàlic és equivalent al sistema vocàlic reconstruït per al proto-algonquí oriental. Les anàlisis alternatives reflecteixen diverses diferències entre les dues llengües. En aquesta anàlisi s'analitza el munsee com a una longitud contrastada en totes les posicions, amb l'excepció de /ə/. A les cel·les amb dues vocals, la primera és llarga.
|         | Davant | Central | Posterior |
| ------- | ------ | ------- | --------- |
| Alta    | i·, i  |         | o·, o     |
| Mitjana | e·, e  | ə       |           |
| Baixa   |        | a·, a   |           |

De la mateixa manera, les vocals unami també s'han analitzat com a organitzades en parells llargs i curts contrastats. Una asimetria és que /u/ alt curt està emparellat amb /o·/ llarg, i l'aparellament de /ə/ llarg i curt és destacable. A les cel·les amb dues vocals, la primera és llarga.
|         | Davant | Central | Posterior |
| ------- | ------ | ------- | --------- |
| Alta    | i·, i  |         | o·, u     |
| Mitjana | e·, e  | ə·, ə   | ɔ·, ɔ     |
| Baixa   |        | a·, a   |           |

## Manlleus
Tant el munsee com l'unami han incorporat manlleus de llengües europees, que reflecteixen els primers patrons de contacte entre els parlants de delaware i els comerciants i colons europeus. Els primers europeus que manteniren contacte sostingut amb el delaware foren exploradors i comerciants holandesos, i els préstecs dels neerlandes són relativament comuns. El neerlandès és la font principal de préstecs en munsee i unami.
Com que moltes de les primeres trobades entre parlants de delaware i exploradors i colons holandesos es van produir al territori del munsee, els préstecs holandesos són particularment comuns en el munsee, tot i que també n'hi ha alguns en l'unami.
Molts préstecs de l'holandès al delaware són substantius que anomenen elements de la cultura material que presumiblement eren destacats o nous per als parlants de delaware, tal com es reflecteix en les següents paraules manllevades.
| Munsee  | Unami    | Holandès                             |
| ------- | -------- | ------------------------------------ |
| hé·mpət | hémpəs   | hemd [hɛmpt] 'camisa, armilla'       |
| á·pə̆ləš | á·p·ələš | appels ['ɑpəls] 'pomes'              |
| kə̆nó·p  | kənó·p   | knoop [kno:p] 'botó'                 |
| šə̆mə́t   | šəmit    | smid [smɪt] 'ferrer'                 |
| pó·təl  | pó·t·əl  | boter ['bo:tər] 'mantega'            |
| šó·kəl  | šó·k·əl  | suiker ['sœɥkər] 'sucre'             |
| mó·kəl  | mɔ́·k·əl  | moker ['mo:kər] 'picassa', 'martell' |

Els préstecs més recents solen provenir de l'anglès, com ara les següents manlleus munsee: ahtamó·mpi·l 'automòbil'; kátəl 'tallador'; nfó·təw 'el/ella vota'.
Només és coneix un manlleu del suec en unami: típa·s 'pollastre', del suec tippa, 'una crida a les gallines'.

## Sistemes d'escriptura
No hi ha un sistema d'escriptura estàndard ni per al munsee ni per a l'unami. No obstant això, les persones que inscrites a la Tribu Delaware d'Indis han desenvolupat un sistema ortogràfic que és l'estàndard més recent per a escriure en el dialecte unami. Per respecte a aquesta propietat intel·lectual de The Delaware Tribe of Indians s'hauria d'utilitzar el seu estàndard per escriure en el dialecte unami. A més, els muncy a la Reserva Six Nations al que ara s'anomena Canadà han fet la mateixa estandardització per al dialecte munsee. Als materials didàctics aborígens usats pels governs provincials, s'usa quest estàndard més recent per al munsee per ensenyar muncy als nens del sistema escolar.
Els lingüistes han tendit a ausar símbols de transcripció fonètica comuns del tipus de l'alfabet fonètic internacional o símbols americanistes semblants per representar sons que no estan representats de forma consistent en els sistemes d'escriptura estàndard convencionals.
Els europeus que escriuen paraules i frases delaware solen usar adaptacions dels alfabets europeus i les convencions associades. La qualitat d'aquestes interpretacions ha variat molt, ja que els europeus intentaren registrar sons i combinacions de sons amb els que no estaven familiaritzats.
S'han creat ortografies pràctiques tant per al munsee com per a l'unami en el context de diversos projectes de conservació lingüística i documentació. Un diccionari bilingüe recent de munsee usa una ortografia pràctica derivada d'un sistema de transcripció lingüística per al munsee. El mateix sistema també s'utilitza en un recent vocabulari produït localment a Moraviantown.
El Lenape Talking Dictionary en línia usa un sistema pràctic diferent del munsee. Tanmateix, altres materials Unami orientats a la pràctica usen un sistema d'escriptura amb símbols fonètics convencionals.

### Escriptura de mostres del sistema
La taula següent presenta una mostra de paraules unami, escrites primer en una transcripció d'orientació lingüística, seguida de les mateixes paraules escrites en un sistema pràctic. El sistema lingüístic usa l'accent agut per indicar l'accent previsible i un punt volat (·) per indicar la longitud de la vocal i la consonant. El sistema pràctic interpreta el contrast entre les vocals llargues i les curtes corresponents com un de qualitat, utilitzant accents aguts i greus per indicar la qualitat de les vocals. L'accent, que com s'ha assenyalat és previsible, i la longitud de les consonants no estan indicats en el sistema pràctic.
| Linguistic | Practical | English |  | Linguistic | Practical | English |  | Linguistic | Practical | English       |  | Linguistic | Practical | English           |
| ---------- | --------- | ------- |  | ---------- | --------- | ------- |  | ---------- | --------- | ------------- |  | ---------- | --------- | ----------------- |
| kwə́t·i     | kwëti     | one     |  | kwə́t·a·š   | kwëtash   | six     |  | wčé·t      | wchèt     | sinew, muscle |  | tə́me       | tëme      | coyote, wolf      |
| ní·š·a     | nìshi     | two     |  | ní·š·a·š   | nishash   | seven   |  | ɔ́·k        | òk        | and           |  | tá·x·an    | taxàn     | piece of firewood |
| naxá       | naxa      | three   |  | xá·š       | xash      | eiɡht   |  | xkó·k      | xkuk      | snake         |  | ahsə́n      | ahsën     | stone             |
| né·wa      | newa      | four    |  | pé·škunk   | pèshkunk  | nine    |  | skɔ́ntay    | skòntay   | door          |  | hiló·səs   | hilusës   | old man           |
| palé·naxk  | palènàxk  | five    |  | télən      | tèlën     | ten     |  | kší·k·an   | kshikàn   | knife         |  | lə́nu       | lënu      | man               |

La taula següent presenta una mostra de paraules munsee, escrites primer en una transcripció d'orientació lingüística, seguida de les mateixes paraules escrites en un sistema pràctic. El sistema lingüístic utilitza un punt elevat ⟨·⟩ per indicar la longitud de la vocal. Tot i que l'accent és majoritàriament predictible, el sistema lingüístic usa l'accent agut per indicar l'accent principal previsible. També, previsible sense veu o murmurat /ă/ s'indica amb l'accent breu ⟨˘⟩ . De la mateixa manera, l'accent breu s'utilitza per indicar un [ə] ultracurt. que normalment es produeix abans d'una sola consonant sonora seguida d'una vocal. El sistema pràctic indica la longitud de la vocal duplicant la lletra de la vocal i manté les pràctiques del sistema lingüístic per marcar l'accent i les vocals sordes/ultra-curtes. El sistema pràctic utilitza ⟨sh⟩ ortogràfic per al símbol fonètic /š/, i ⟨ch⟩ per al símbol fonètic /č/.
| Linguistic      | Practical        | English     |  | Linguistic | Practical | English    |  | Linguistic | Practical    | English           |  | Linguistic | Practical  | English              |
| --------------- | ---------------- | ----------- |  | ---------- | --------- | ---------- |  | ---------- | ------------ | ----------------- |  | ---------- | ---------- | -------------------- |
| ampi·lamé·kwa·n | ambiilaméekwaan  | needle      |  | nkwə́ta·š   | ngwútaash | six        |  | wčéht      | wchéht       | sinew, muscle     |  | ăpánšəy    | ăpánzhuy   | log, timber          |
| nə̆wánsi·n       | nŭwánsiin        | I forgot it |  | ní·ša·š    | níishaash | seven      |  | xwánsal    | xwánzal      | his older brother |  | ntəší·nsi  | ndushíinzi | I am named so and so |
| máske·kw        | máskeekw         | swamp, pond |  | xá·š       | xáash     | eight      |  | ăpwá·n     | ăpwáan       | bread             |  | óhpwe·w    | óhpweew    | he smokes            |
| wə́sksəw         | wúsksuw          | he is young |  | ătíhte·w   | ătíhteew  | it is ripe |  | kíhkay     | kíhkay       | chief             |  | máxkw      | máxkw      | bear                 |
| kwi·škwtó·nhe·w | kwiishkwtóonheew | he whispers |  | áhpăpo·n   | áhpăpoon  | chair      |  | xwáškwšəš  | xwáshkwshush | muskrat           |  | pé·nkwan   | péenɡwan   | it is dry            |